# 3576 Galina
3576 Galina este un asteroid din centura principală, descoperit pe 26 februarie 1984 de Nikolai Cernîh.